# Осина (гора)
Осина — покрытая лесом гора, высотой 963 метра, расположена в Западных Бещадах в пряди гор Высокий Дил, на границе Польши, Словакии и Украины.
Гора Осина находится восточнее горы Берест в главном хребте пряди Высокий Дил, в его восточной части, на север от дороги Команча — Цисна, выше поселка Зубряче.
Высокий Дил исторически был пределом по которой проходил раздел этнографических территорий расселения украинских групп лемков и бойков. До 1946 года на этих территориях украинцы составляли большинство населения, однако во время «Операции Висла» их выселили в Польшу и СССР.
Через гору Осина проходит туристический маршрут, ведущий от поселка Цисна к горе Волосян.